# Mimohyllisia tonkinensis
Mimohyllisia tonkinensis är en skalbaggsart som beskrevs av Stefan von Breuning 1948. Mimohyllisia tonkinensis ingår i släktet Mimohyllisia och familjen långhorningar. Inga underarter finns listade i Catalogue of Life.